# Zvoník u Matky Boží (film)
Zvoník u Matky Boží (v anglickém originále The Hunchback of Notre Dame) je americký animovaný a komediální film režiséra Garyho Trousdala a Kirka Wise z roku 1996 podle slavného románu Victora Huga. Ve filmu hráli Tom Hulce, Demi Moore, Tony Jay, Kevin Kline, Paul Kandel, Jason Alexander, Charles Kimbrough, David Ogden Stiers, Mary Wickes aj.

## Obsazení
- Tom Hulce – Quasimodo
- Demi Moore – Esmeralda
- Heidi Mollenhauer – Esmeralda (zpěv)
- Tony Jay – páter Claudius Frollo
- Kevin Kline – kapitán gardy Phoebus de Châteaupers
- Paul Kandel – Clopin Trouillefou, král hrdlořezů
- Jason Alexander – Hugo
- Charles Kimbrough – Victor
- David Ogden Stiers – arciděkan
- Mary Wickes – Laverne
- Jane Withers – Laverne (dodatečný dialog)
- Mary Kay Bergman – Quasimodova matka
- Corey Burton – hrubiánský strážce
- Bill Fagerbakke – hulvátský strážce
- Jim Cummings – Frollův voják, strážce a Cikán
- Patrick Pinney – Frollův voják, strážce a Cikán
- Gary Trousdale – starý kacíř
- Frank Welker – ptáček